# 仪陇县
31°16′18.47″N 106°18′10.48″E / 31.2717972°N 106.3029111°E
仪陇县是中国四川省南充市下辖的一个县，位于四川东北部，南充北部。地理位置为东经106°31’至106°52’，北纬31°11’至31°39’，面积1767平方公里，人口约72万。其周边邻近市县为：向东平昌，向南营山和蓬安，向西阆中，向北巴中。

## 历史
- 仪陇古隶梁洲，战国前期为巴子国地（今川东北及鄂西一带）。前314年秦惠文王灭巴国，建立巴郡，治地江州（今重庆市江北），仪陇属巴郡阆中县地。汉代时，仪陇属巴郡阆中县和宕渠县地。晋宋齐时（216年－501年）。今仪陇县西北属阆中县地，东南属宕渠县所辖。
- 南朝梁天监元年（502年）置隆城郡（以隆城山为名）及仪隆县（以大仪、隆城二山为名），郡、县同治，在今金城山顶；同时置大寅县（以大寅山为名，县治在今大寅镇）。梁大同元年（535年），置伏虞郡及安固县，大同中置宣汉县，郡以伏虞山（今龙呈山为名）郡治与宣汉县治在今大罗乡，安固县治在今营山县安固乡。
- 西魏（535~557年）仍袭梁制，隆城郡辖仪陇、大寅两县，伏虞郡辖宣汉、安固两县。
- 北周天和四年（569年），割隆州的隆城郡，巴州的伏虞、义安郡置蓬州，因蓬山得名，州治设在安固县（今营山安固乡）。隆城郡领仪隆、大寅两县，优虞郡辖宣汉县，安固为州直辖县。隋开皇三年（569年）废郡，仪隆、大寅属巴西郡（郡治在今阆中县），伏虞县属清化郡（郡治今巴州区）。
- 唐武德元年（618年，复置蓬州属山南西道），辖仪隆、大寅、伏虞、安固、宕渠、咸安6县。武德三年（620年）置方州，州治与仪陇县治同设于今金城山上。
- 武德二年（三年），屬萬州。州廢，還蓬州[2]。
- 武德四年（621年），割南部、相如两县部分地区设新成县，因隐太子李建成讳，改为新政县，隶属阆州，县治在今新政镇。
- 武德八年（625年）废方州，仪隆复属蓬州。开元二十六年（738年），仪隆县治移于金城山腰，即今金城镇金城小学与陆公井之间。
- 唐开元二十九年（741年）蓬州州治由营山安固徒治大寅（今大寅镇）大历初年（768年）左右，因避玄宗李隆基讳，改仪隆县为仪陇县。
- 开元二十八年（740年），伏虞县城移于义路乡李家坝。
- 广德元年（763年）改大寅县为蓬池县（县治迁至蓬安县茶亭乡蓬池坝），后废、开成元年（836年）复置。
- 五代时期(907～960年),沿袭唐制,以州领县。蓬池、仪陛、伏虞3县，仍属蓬州，后周改安固县为良山县。
- 北宋（960~1127年）蓬州称咸安郡（属利州路），辖仪陇、蓬池、伏虞、营山4县。熙宁五年（1072年），良山县并入伏虞县。
- 南宋（1127~1279年），复置良山县（县治今营山县安固乡），蓬州咸安郡，由原辖4县扩为6县。相如县（县治在今蓬安县锦屏乡）由果州来属。
- 元代（1271~1368年）建省制，省以下设路、府、州、县，仪陇县属四川行省，顺庆路。蓬州管辖。元至元二十年（1283年）废蓬池、伏虞两县并入仪陇县。同时撤新政县入南部县。从此，仪陇县境版图始基本定型。
- 明代（1368~1644年）废路，分省、府、州、县4级。洪武八年（1375年），仪陇县并入蓬州，洪武十三年（1380年）复置。
- 清代（1644~1911年），仪陇县属四川省川北道（道治在今阆中县城）顺庆府（府治在今南充市）管辖。宣统元年（1909年），因避皇帝溥仪讳，改仪陇为宜陇。
- 民国元年（1912年），复名仪陇，废道，属顺庆府，民国二年废府，复置道，仪陇县属嘉陵道（道治在今南充市）。民国十七年裁道，县直属省辖管。民国二十四年为四川省第十一行政督察区辖县（专员公署设今南充市）。
- 1933~1935年3月，中国工农红军两次進入仪陇，在仪陇县金城镇建立仪陇县，在仪陇县立山场建立长胜县（后迁巴州区鼎山场）。在仪陇县东北建立晏江县。1935年3月28日红军西进北上离开县境。仪陇县恢复旧制，1949年12月23日仪陇易政，1950年1月18日成立仪陇县人民政府。
- 1950年，仪陇县属川北行署南充专区管辖。1952年9月川北行署撤销后，属四川省南充专区（1968年6月改称地区）领辖，县署在金城山腰金城镇禹王街。
- 2003年7月8日，经中国国务院批准，仪陇县人民政府驻地由金城镇迁新政镇，2005年9月29日正式搬迁至新政镇。

## 行政区划
仪陇县下辖1个街道办事处、29个镇、7个乡：
度门街道、金城镇、新政镇、马鞍镇、永乐镇、日兴镇、土门镇、复兴镇、观紫镇、先锋镇、三蛟镇、回春镇、柳垭镇、义路镇、立山镇、三河镇、瓦子镇、大寅镇、二道镇、赛金镇、丁字桥镇、大仪镇、张公镇、五福镇、杨桥镇、保平镇、文星镇、双胜镇、永光镇、思德镇、铜鼓乡、凤仪乡、福临乡、来仪乡、板桥乡、芭蕉乡和柴井乡。

### 縣域沿革
- 1952年1月15日，閬中縣的萬年埡場劃歸南部縣，南部縣雙柏鄉的水城、鶴亭兩村劃歸閬中縣；南部縣與蓬安縣共管的平頭場劃歸蓬安縣，蓬安縣平頭鄉的老觀廟、鹽井壩劃歸南部縣；西充縣杜宇鄉第一、二、三組，大村鄉的陸伍溝，大全鄉五村和八村，古樓鄉的七村，均劃歸南部縣；南部縣金元鄉新民村劃歸西充縣古樓鄉。[4]。
- 1952年4月18日，南部縣雙河鄉二、三、四村及場上街道劃歸儀隴縣[5]。
- 1953年6月8日，南部縣雙柏鄉劃歸閬中縣[6]。
- 1953年6月26日，南部縣新南鄉兩組劃歸西充縣中心鄉，金漁鄉和新嶺鄉的陳家村劃歸閬中縣；閬中縣新農鄉的5個村劃歸南部縣[7]。
- 1953年7月8日，南部縣富驛區的富驛、新民、合作、金峰、花林5個鄉和大坪區全部（8個鄉）劃歸鹽亭縣[8]。
- 1953年8月5日，南部縣思依區劃歸閬中縣[9]。
- 1973年12月17日，鹽亭縣大坪區及所屬的大坪、坵埡、光中、神壩、鐵邊、罐亞、西河、店埡、同興等9個公社劃歸南部縣[10]。
- 1978年5月12日，南部縣新政區全部劃歸儀隴縣[11]。
- 1984年1月26日，閬中縣木蘭公社的3個大隊21個生產隊劃歸南部縣[12]。
- 2003年7月8日，经国务院批准，仪陇县人民政府驻地由金城镇迁新政镇，2005年9月29日正式搬迁至新政镇。
- 2004年9月3日，南部縣柴井鄉和度門鎮劃歸儀隴縣管轄[13]。
- 2011年8月18日，南部縣光華鄉劃歸儀隴縣管轄[14]，光華鄉幅員面積28平方公里，耕地面積8119畝，轄10個村、65個村民小組、2267戶，總人口8455人，人均耕地0.96畝。

至2014年底，全县辖56个乡镇（其中乡27个、镇29个）、879个村民委员会6040个村民小组，56个居委会，156个居民小组。
到2019年年底，仪陇县辖将57个乡镇调整为1个街道、7个乡、29个镇。

## 人口
根据县公安人口年报，2014年，全县辖57个乡镇，其中，镇29个，乡28个。社区居委会56个，村民委员会879个，156个居民小组，6203个村民小组，机关、企事业单位户71个。2014年末，总户数为401743户，其中农村居民户298767户、城镇居民户102976户。年末总人口112.44万人，其中农业人口94.45万人，非农业人口18万人，男性人口596643人，女性527794人，男女性别比例为113.04:100；60岁以上人口213178人，占总人口数的18.96%；全年出生人口7571人，死亡人口9248人。
根据省市统计局审定，2014年末，全县常住人口数92.5万人，其中城镇人口32.3人，农村人口60.2人，城镇化率34.9%。
根据2014年卫计局年报资料（口径：2013年9月30日–2014年9月30日），一孩率为77.86%；二孩率为20.82%；多孩率为1.32%；出生率9.0‰，死亡率5.9‰，人口自然增长率为3.1‰；计划生育率为83.9%，独生子女领证率为24.16%。
全县少数民族有白族、布依族、藏族、回族、彝族、苗族、纳西族等。

## 姓氏
1985年人口数据，全县共345个姓氏863413人，其中19个姓氏人口在1万人以上，依次是李、王、刘、陈、张、何、杨、吴、唐、邓、周、罗、许、胡、黄、林、彭、袁、郑共537240人，其中第一名的李姓人口63794人。

## 地理与气候
仪陇位于川东北低山和丘陵过渡地带，主要是低山丘陵地形，境内河流很多，嘉陵江从境内穿过。年平均降雨量为1173.8毫米，无霜期达300天以上。

## 经济
2023年，全县实现地区生产总值270.7亿元，同比增长7.2%；是全省首批扩权强县试点县。
2022年，仪陇县金融机构人民币各项存款余额457.9亿元，比上年增长10.3%，其中住户存款余额405.7亿元，增长13.9%。人民币各项贷款余额256.9亿元，增长14.7%，其中中长期贷款余额102.7亿元，增长2.4%，年末非金融企业及机关团体贷款余额115.2亿元，增长26.4%。
2007年3月1日，中国第一家村镇银行—四川仪陇惠民村镇银行在仪陇金城镇开业。当天，中国第一家小额贷款公司—仪陇惠民贷款公司也在仪陇马鞍镇开业。

### 矿产及旅游资源
- 中国石油在四川东部开发的特大型天然气田龙岗气田大部即位于仪陇。
- 新政嘉陵江离堆。
- 朱德故居：国家AAAAA级风景区。
- 客家民居：丁氏庄园。
- 客家文化和红色文化闻名遐迩，川北大木偶艺术发源于此，以剪纸、篆刻、书法为主的“三乡文化”驰名中外，是国家命名的“中国民间艺术之乡”。

## 交通
- 唐巴路：从仪陇县金城镇、土门镇等地通过；
- 仪北路：从仪陇县金城镇、三蛟镇等地通过；
- 潆新路：南充市潆溪到新县城所在地（新政）；
- 新马路：新政镇到马鞍。
- 巴南高速公路：起于巴中市东兴场接广元到巴中的广巴高速，止于南充市西充县李桥接广南高速，纵贯仪陇革命老区，是老区连接省内主要经济区的重要纽带。
- 汉巴南铁路起于西成客运专线汉中站，南下经陕西南郑区，后进入四川经巴中市南江县和巴州区，过南充市仪陇县、蓬安县境内，止于顺庆区兰渝铁路南充北站，与兰渝铁路和达成铁路相连。线路全长约290公里。该铁路将于2019年开工建设，将打破仪陇无铁路的历史。仪陇境内将设马鞍、仪陇两个站。 2021年，仪陇县公路里程6313公里，其中：国道124公里；省道193公里；县道611公里；乡（镇）道944公里；村道4442公里。等级公路里程4366公里，其中高速公路77公里。公路通车里程共4366公里。载货汽车499辆，载客汽车572辆（含出租车74辆），实有公共汽车营运车辆共114辆。

仪陇交通自县城迁址后有较大的改善。

## 人物
- 朱德，中华人民共和国十大元帅之首、曾任中共中央军事委员会副主席、中华人民共和国副主席、中国人民解放军总司令、全国人大常委会委员长。
- 张思德
- 黎光，中国人民解放军开国少将。

## 文物保护单位
全国重点文物保护单位2处：朱德故居、丁氏庄园。
省级文物保护单位16处：仪陇报恩寺、马氏宗祠、马鞍古建筑群、火烟寨白庙、仪陇文庙、杨桥王家祠堂、金城崖墓群、高观庙范公墓、张思德同志出生地、朱德纪念地、离堆山石刻、灵官佛尔崖石窟、仪陇奎星阁、柳垭禹王宫、金城山石刻、仪陇红九军政治部旧址。

## 特产
仪陇胭脂萝卜、仪陇大山香米、仪陇酱瓜：中国地理标志产品。